# كيفن أندرسون (ممثل)
كيفن أندرسون (بالإنجليزية: Kevin Anderson)‏ مواليد 13 يناير 1960 في غورني، الولايات المتحدة، هو ممثل أمريكي بدأ مسيرته الفنية سنة 1980.

## الأعمال

### أفلام
- ريسكي بيزنس (1983) (بدور: تشاك)
- شبكة شارلوت (2006)
- لعنة تشاكي (2013)

### مسلسلات
- القانون والنظام: الوحدة الخاصة للضحايا (2010) (بدور: فرانك سوليفان)

## روابط خارجية
- كيفن أندرسون على موقع IMDb (الإنجليزية)
- كيفن أندرسون على موقع ألو سيني (الفرنسية)
- كيفن أندرسون على موقع أول موفي (الإنجليزية)
- كيفن أندرسون على موقع قاعدة بيانات برودواي على الإنترنت (الإنجليزية)
- كيفن أندرسون على موقع قاعدة بيانات الأفلام السويدية (السويدية)
- كيفن أندرسون على موقع إن إن دي بي (الإنجليزية)
- كيفن أندرسون على موقع قاعدة بيانات الفيلم (الإنجليزية)
- كيفن أندرسون على موقع كينوبويسك (الروسية)